# I Keep Forgettin'
I Keep Forgettin' est une chanson écrite et composée par Jerry Leiber et Mike Stoller. Elle est enregistrée pour la première fois par le chanteur de rhythm and blues américain Chuck Jackson en 1962. Sa version se classe à la 55e place du hit-parade américain.

## Reprises
I Keep Forgettin' a été reprise par :
- The Artwoods sur l'album Art Gallery (1966)
- Checkmates, Ltd. (en) sur l'album Love Is All We Have to Give (en) (1969)
- Procol Harum sur l'album Procol's Ninth (1975)
- Ringo Starr sur l'album Old Wave (1983)
- David Bowie sur l'album Tonight (1984)
- Joe Cocker sur l'album Heart and Soul (en) (2004)